# Liste des comtes puis ducs de Montpensier
Cette page donne la liste des différents possesseurs, seigneurs, comtes et ducs de Montpensier et de son comté.

## Seigneurs

Blason de la maison de Thiers

### Maison de Thiers
La maison de Thiers (Thiern autrefois), dont les origines remontent au Xe siècle, est une famille auvergnate qui donna les premiers vicomtes de Thiers et seigneurs de Montpensier dans l'ancien comté d'Auvergne.

Au XIe siècle, Guy III de Thiers eut deux fils dont Guillaume III de Thiers qui épousa Adélaïde de Chalon,. Il fit ainsi rentrer le comté de Chalon dans la maison de Thiers et Guillaume succéda à son père comme Vicomte de Thiers. Quant à son deuxième fils Guy de Thiers, on ne sait pas quel titre il portait mais il est à l'origine de la branche de Montpensier puisque son fils Guy V de Thiers en est le seigneur au milieu du XIIe siècle.
|  |  |  |  |                                            |                                            |                                            |                                            |                                            |                                            |  |  |                     |                     |                     |                     |                     |                     | Guy III de Thiers Vicomte de Thiers, | Guy III de Thiers Vicomte de Thiers, | Guy III de Thiers Vicomte de Thiers, | Guy III de Thiers Vicomte de Thiers, | Guy III de Thiers Vicomte de Thiers, | Guy III de Thiers Vicomte de Thiers, |                      |                      | ? | ? | ?                   | ?                   | ?                        | ?                        |                          |                          |                          |                          |                |                |  |  |                                                            |                                                            |                                                            |                                                            |                                                            |                                                            |  |  |  |  |  |  |  |  |  |  |  |  |  |  |  |  |  |  |  |  |  |  |  |  |
|  |  |  |  |                                            |                                            |                                            |                                            |                                            |                                            |  |  |                     |                     |                     |                     |                     |                     | Guy III de Thiers Vicomte de Thiers, | Guy III de Thiers Vicomte de Thiers, | Guy III de Thiers Vicomte de Thiers, | Guy III de Thiers Vicomte de Thiers, | Guy III de Thiers Vicomte de Thiers, | Guy III de Thiers Vicomte de Thiers, |                      |                      | ? | ? | ?                   | ?                   | ?                        | ?                        |                          |                          |                          |                          |                |                |  |  |                                                            |                                                            |                                                            |                                                            |                                                            |                                                            |  |  |  |  |  |  |  |  |  |  |  |  |  |  |  |  |  |  |  |  |  |  |  |  |
|  |  |  |  |                                            |                                            |                                            |                                            |                                            |                                            |  |  |                     |                     |                     |                     |                     |                     |                                      |                                      |                                      |                                      |                                      |                                      |                      |                      |   |   |                     |                     |                          |                          |                          |                          |                          |                          |                |                |  |  |                                                            |                                                            |                                                            |                                                            |                                                            |                                                            |  |  |  |  |  |  |  |  |  |  |  |  |  |  |  |  |  |  |  |  |  |  |  |  |
|  |  |  |  |                                            |                                            |                                            |                                            |                                            |                                            |  |  |                     |                     |                     |                     |                     |                     |                                      |                                      |                                      |                                      |                                      |                                      |                      |                      |   |   |                     |                     |                          |                          |                          |                          |                          |                          |                |                |  |  |                                                            |                                                            |                                                            |                                                            |                                                            |                                                            |  |  |  |  |  |  |  |  |  |  |  |  |  |  |  |  |  |  |  |  |  |  |  |  |
|  |  |  |  | Guillaume III de Thiers Vicomte de Thiers, | Guillaume III de Thiers Vicomte de Thiers, | Guillaume III de Thiers Vicomte de Thiers, | Guillaume III de Thiers Vicomte de Thiers, | Guillaume III de Thiers Vicomte de Thiers, | Guillaume III de Thiers Vicomte de Thiers, |  |  | Adélaïde de Chalon, | Adélaïde de Chalon, | Adélaïde de Chalon, | Adélaïde de Chalon, | Adélaïde de Chalon, | Adélaïde de Chalon, |                                      |                                      |                                      |                                      |                                      |                                      |                      |                      |   |   |                     |                     |                          |                          | Guy de Thiers,           | Guy de Thiers,           | Guy de Thiers,           | Guy de Thiers,           | Guy de Thiers, | Guy de Thiers, |  |  | ?                                                          | ?                                                          | ?                                                          | ?                                                          | ?                                                          | ?                                                          |  |  |  |  |  |  |  |  |  |  |  |  |  |  |  |  |  |  |  |  |  |  |  |  |
|  |  |  |  | Guillaume III de Thiers Vicomte de Thiers, | Guillaume III de Thiers Vicomte de Thiers, | Guillaume III de Thiers Vicomte de Thiers, | Guillaume III de Thiers Vicomte de Thiers, | Guillaume III de Thiers Vicomte de Thiers, | Guillaume III de Thiers Vicomte de Thiers, |  |  | Adélaïde de Chalon, | Adélaïde de Chalon, | Adélaïde de Chalon, | Adélaïde de Chalon, | Adélaïde de Chalon, | Adélaïde de Chalon, |                                      |                                      |                                      |                                      |                                      |                                      |                      |                      |   |   |                     |                     |                          |                          | Guy de Thiers,           | Guy de Thiers,           | Guy de Thiers,           | Guy de Thiers,           | Guy de Thiers, | Guy de Thiers, |  |  | ?                                                          | ?                                                          | ?                                                          | ?                                                          | ?                                                          | ?                                                          |  |  |  |  |  |  |  |  |  |  |  |  |  |  |  |  |  |  |  |  |  |  |  |  |
|  |  |  |  |                                            |                                            |                                            |                                            |                                            |                                            |  |  |                     |                     |                     |                     |                     |                     |                                      |                                      |                                      |                                      |                                      |                                      |                      |                      |   |   |                     |                     |                          |                          |                          |                          |                          |                          |                |                |  |  |                                                            |                                                            |                                                            |                                                            |                                                            |                                                            |  |  |  |  |  |  |  |  |  |  |  |  |  |  |  |  |  |  |  |  |  |  |  |  |
|  |  |  |  |                                            |                                            |                                            |                                            |                                            |                                            |  |  |                     |                     |                     |                     |                     |                     |                                      |                                      |                                      |                                      |                                      |                                      |                      |                      |   |   |                     |                     |                          |                          |                          |                          |                          |                          |                |                |  |  |                                                            |                                                            |                                                            |                                                            |                                                            |                                                            |  |  |  |  |  |  |  |  |  |  |  |  |  |  |  |  |  |  |  |  |  |  |  |  |
|  |  |  |  | Guy de Thiers Comte de Chalon,             | Guy de Thiers Comte de Chalon,             | Guy de Thiers Comte de Chalon,             | Guy de Thiers Comte de Chalon,             | Guy de Thiers Comte de Chalon,             | Guy de Thiers Comte de Chalon,             |  |  | Etienne de Thiers,  | Etienne de Thiers,  | Etienne de Thiers,  | Etienne de Thiers,  | Etienne de Thiers,  | Etienne de Thiers,  |                                      |                                      | Guillaume de Thiers,                 | Guillaume de Thiers,                 | Guillaume de Thiers,                 | Guillaume de Thiers,                 | Guillaume de Thiers, | Guillaume de Thiers, |   |   | Théotard de Thiers, | Théotard de Thiers, | Théotard de Thiers,      | Théotard de Thiers,      | Théotard de Thiers,      | Théotard de Thiers,      |                          |                          |                |                |  |  |                                                            |                                                            |                                                            |                                                            |                                                            |                                                            |  |  |  |  |  |  |  |  |  |  |  |  |  |  |  |  |  |  |  |  |  |  |  |  |
|  |  |  |  | Guy de Thiers Comte de Chalon,             | Guy de Thiers Comte de Chalon,             | Guy de Thiers Comte de Chalon,             | Guy de Thiers Comte de Chalon,             | Guy de Thiers Comte de Chalon,             | Guy de Thiers Comte de Chalon,             |  |  | Etienne de Thiers,  | Etienne de Thiers,  | Etienne de Thiers,  | Etienne de Thiers,  | Etienne de Thiers,  | Etienne de Thiers,  |                                      |                                      | Guillaume de Thiers,                 | Guillaume de Thiers,                 | Guillaume de Thiers,                 | Guillaume de Thiers,                 | Guillaume de Thiers, | Guillaume de Thiers, |   |   | Théotard de Thiers, | Théotard de Thiers, | Théotard de Thiers,      | Théotard de Thiers,      | Théotard de Thiers,      | Théotard de Thiers,      |                          |                          |                |                |  |  |                                                            |                                                            |                                                            |                                                            |                                                            |                                                            |  |  |  |  |  |  |  |  |  |  |  |  |  |  |  |  |  |  |  |  |  |  |  |  |
|  |  |  |  |                                            |                                            |                                            |                                            |                                            |                                            |  |  |                     |                     |                     |                     |                     |                     |                                      |                                      |                                      |                                      |                                      |                                      |                      |                      |   |   |                     |                     |                          |                          |                          |                          |                          |                          |                |                |  |  |                                                            |                                                            |                                                            |                                                            |                                                            |                                                            |  |  |  |  |  |  |  |  |  |  |  |  |  |  |  |  |  |  |  |  |  |  |  |  |
|  |  |  |  |                                            |                                            |                                            |                                            |                                            |                                            |  |  |                     |                     |                     |                     |                     |                     |                                      |                                      |                                      |                                      |                                      |                                      |                      |                      |   |   |                     |                     | Guillaume de Montpensier | Guillaume de Montpensier | Guillaume de Montpensier | Guillaume de Montpensier | Guillaume de Montpensier | Guillaume de Montpensier |                |                |  |  | Guy V de Thiers Vicomte de Thiers, Seigneur de Montpensier | Guy V de Thiers Vicomte de Thiers, Seigneur de Montpensier | Guy V de Thiers Vicomte de Thiers, Seigneur de Montpensier | Guy V de Thiers Vicomte de Thiers, Seigneur de Montpensier | Guy V de Thiers Vicomte de Thiers, Seigneur de Montpensier | Guy V de Thiers Vicomte de Thiers, Seigneur de Montpensier |  |  |  |  |  |  |  |  |  |  |  |  |  |  |  |  |  |  |  |  |  |  |  |  |

1150 (1155) -???? : Guy V de Thiers vicomte de Thiers et seigneur de Montpensier.
????-???? : Agnès de Thiers, dame de Montpensier et d'Aigueperse, dont on ignore si elle est issue de la branche de Guy de Thiers, comte de Chalon ou de celle de Guy V de Thiers
mariée en premières noces en 1145 à Raymond de Bourgogne, comte de Grignon et sgr. de Vitteaux (d'où Mahaut de Bourgogne, mariée à Guy de Nevers)
mariée en secondes noces en 1160 (ou en 1176) à Humbert IV, sire de Beaujeu († 1189 ou 1202), à qui elle apporta la seigneurie de Montpensier et d'Aigueperse.

### Maison de Beaujeu

Guichard de Beaujeau-Montpensier

Humbert de Beaujeu

1189 ou 1202 - 1216, : Guichard IV de Beaujeu (†1216) , seigneur de Beaujeu (1202-1216) , fils d'Humbert IV de Beaujeu et d'Agnès de Thiers
marié en 1197 à Sibylle de Hainaut, fille de Baudouin V, comte de Hainaut, et de Marguerite d'Alsace
Huit enfants : Humbert V seigneur de Beaujeu (sa fille Isabelle de Beaujeu épouse en 1247 Renaud comte de Forez, d'où la suite des comtes de Forez et des sires de Beaujeu), Guichard qui suit, Henri seigneur de Châteauneuf en Valromey, Louis chanoine de la Primatiale Saint-Jean de Lyon, Agnès († 1234) mariée à Thibaut Ier de Navarre, Marguerite, Philippine religieuse, et Sibille († 1265) mariée à Renaud de Baugé puis à Pierre Gros seigneur de Brancion
1216-1256 : Guichard de Beaujeu-Montpensier († 1256), fils du précédent,,
marié en 1226 avec Catherine d'Auvergne (1212-1245), fille de Guillaume VIII, dauphin d'Auvergne et comte de Clermont et d'Isabelle de Montluçon
Trois ou quatre enfants, Humbert qui suit, Henri/Héric seigneur d'Herment et maréchal de France, Louis seigneur de Montferrand et du Broc, et peut-être Guillaume de Beaujeu 21e maître de l'Ordre du Temple
1256-1285 : Humbert de Beaujeu († 1285), fils du précédent, Baron d'Herment, seigneur de Montpensier et connétable de France,
marié en 1276 à Isabelle de Mello (petite-fille de Guillaume Ier de St-Bris, lui-même fils aîné du connétable Dreux ; veuve de Guillaume III de Joigny)
Une fille unique, Jeanne qui suit
1285-1308 : Jeanne de Beaujeu († 1308), fille du précédent,
mariée en 1292 à Jean II, comte de Dreux
Trois enfants, Robert, Jean et Pierre qui suivent

### Maison de Dreux
1308-1327 : Robert V (1293 † 1327), fils de la précédente et de Jean II de Dreux, cité comme Robert III de Dreux dans l'ouvrage.
marié en 1321 à Marie d'Enghien
1327-1331 : Jean III (1295 † 1331), frère du précédent et des mêmes parents
marié vers 1329 à Ide de Rosny († 1375)
1331-1345 : Pierre, (1298 † 1345), frère du précédent et des mêmes parents
marié en 1341 à Isabeau de Melun, († 1389)
1345-1346 : Jeanne Ire, (1345 † 1346), fille du précédent
Sans postérité puisque morte à l'âge d'un an, la branche d'Humbert de Beaujeu s'éteint et Montpensier passe dans la branche de son frère Louis († 1280), seigneur de Montferrand et du Broc qu'il ne faut pas confondre avec son cousin Louis Ier de Beaujeu († 1295), seigneur de Beaujeu et de Dombes, un fils de Renaud de Forez et d'Isabelle de Beaujeu

### Maison de Ventadour
Louis Ier de Beaujeu-Montferrand († 1280), seigneur de Montferrand et du Broc marié avec Marguerite de Bomez eut cinq enfants dont Marguerite de Beaujeu.
Cette fille fut mariée en 1290 à Hélie de Ventadour, vicomte de Ventadour et lui donna sept enfants dont le deuxième Bernard qui suit :
1346-1384 : Bernard II de Ventadour, Vicomte puis comte de Ventadour (2 avril 1350-1389) et seigneur de Montpensier,,
marié avec Marguerite, fille de Robert de Brienne (« Robert de Beaumont-Brienne ») ( † 28 septembre 1327), vicomte de Beaumont-au-Maine et Ste-Suzanne, dont postérité.
Il vend Montpensier à Jean de France, duc de Berry, fils de Jean II le Bon, roi de France. Montpensier est érigé en comté et donné au fils de Jean de Berry.

## Comtes

### Maison de Berry
1386-1401 : Jean II (1363 † 1401), fils de Jean, duc de Berry.
1401-1416 : Jean de Berry (1340 † 1416), son père, reprend le comté à la mort de son fils
1416-1434 : Marie de Berry (v. 1375-1434), duchesse d'Auvergne et comtesse de Montpensier, fille du précédent et de sa première femme Jeanne d'Armagnac 
mariée en premières noces en 1386 avec Louis de Châtillon (mort en 1391), comte de Dunois
mariée en secondes noces en 1392 avec Philippe d'Artois (1358-1397), comte d'Eu
mariée en troisièmes noces en 1401 avec Jean Ier de Bourbon (1381-1434), duc de Bourbon et comte de Forez (qui descendait des anciens sires de Montpensier et de Beaujeu par sa mère Anne-Dauphine d'Auvergne comtesse de Forez, issue par sa propre mère Jeanne du comte Renaud et d'Isabelle de Beaujeu ci-dessus)

### Maison de Bourbon
1434-1486 : Louis Ier le Bon, fils de Jean Ier de Bourbon et de Marie de Berry
marié en premières noces en 1428 avec Jeanne († 1436), dauphine d'Auvergne et comtesse de Clermont
marié en secondes noces le 15 février 1442 avec Gabrielle de La Tour d'Auvergne (+1486)
1486-1496 : Gilbert (1443 † 1496), comte de Montpensier et dauphin d'Auvergne, fils du précédent et de Gabrielle de La Tour
marié en 1481 à Claire Gonzague de Mantoue (1464 † 1503)
1496-1501 : Louis II (1483 † 1501), fils du précédent
1501-1525 : Charles (1490 † 1527), le connétable de Bourbon, frère du précédent
marié en 1505 à Suzanne de Bourbon (1491 † 1521)
Après la trahison du connétable de Bourbon, le comté de Montpensier est confisqué, mais il est rendu en 1539 à la sœur du connétable, et érigé en duché.

## Ducs

### Maison de Bourbon
1539-1561 : Louise de Montpensier (1482 † 1561), fille de Gilbert
mariée en premières noces en 1499 avec Andre III de Chauvigny-Châteauroux († 1503), prince de Déols
mariée en secondes noces en 1504 avec Louis de Bourbon-Vendôme, prince de la Roche-sur-Yon (1473 † 1520)

### Maison de Bourbon-Montpensier

D'azur à trois fleurs de lys d'or, au bâton de gueules péri en bande chargé en chef d'un croissant d'argent.

1561-1582 : Louis III de Bourbon-Vendôme (1513 † 1582), fils de la précédente
marié en premières noces avec Jacqueline de Longwy (-Neublans et Pagny) († 1561 ; fille de Jeanne d'Angoulême et nièce de  François Ier)
marié en secondes noces Catherine de Lorraine (1552-1596)
1582-1592 : François (1542-1592), fils du précédent et de sa première épouse
marié à Renée d'Anjou (1550-1590), marquise de Mézières, héroïne de la nouvelle La princesse de Montpensier de Madame de La Fayette (1662) et du film homonyme de Bertrand Tavernier (2010).
1592-1608 : Henri (1573-1608), fils du précédent
marié avec Henriette-Catherine (1585-1656), duchesse de Joyeuse
1608-1627 : Marie (1605-1627), fille unique du précédent.
mariée à Gaston de France (1608-1660), duc d'Orléans (qui par ses deux parents, Henri IV et Marie de Médicis, descendait du comte Renaud de Forez et d'Isabelle de Beaujeu ci-dessus, et donc des anciens sires de Beaujeu et de Montpensier)

### IIIeetIVeMaison d'Orléans

D’azur à trois fleurs de lys d’or, au lambel d’argent.

1627-1693 : Anne-Marie-Louise d'Orléans (1627 † 1693), dite la Grande Mademoiselle, fille unique de la précédente, "riche d'une Montpensier pour mère". Sous la pression de Louis XIV elle nomme comme légataire universel son cousin Philippe de France dit "Monsieur", frère de Louis XIV (deux neveux de Gaston d'Orléans) : Montpensier se transmet alors dans la IVe branche d'Orléans.
1693-1701 : Philippe de France, dit "Monsieur" (1640 † 1701)
1701-1723 : Philippe d'Orléans, dit Le Régent (1674 † 1723), fils du précédent.
1723-1747 : Louis d'Orléans, fils du précédent.(1703 † 1752)
1747-1752 :  Louis Philippe II d'Orléans, puis Philippe Égalité. (1747 † 1793) petit-fils du précédent, titré duc de Montpensier à sa naissance, il reçut ensuite le titre de duc de Chartres à la mort de son grand-père Louis. Le titre de duc de Montpensier revint alors à son père, Louis Philippe d'Orléans.
1752-1775 : Louis Philippe Ier d'Orléans, père du précédent, il reçut le titre, auparavant porté par son fils, à la mort de son propre père Louis.
1775-1807 : Louis Antoine d'Orléans (1775-1807), petit-fils du précédent et fils cadet de Louis Philippe II d'Orléans. Il reçut le titre à sa naissance. À sa mort, le titre revint à son frère aîné, le futur roi Louis-Philippe Ier.
1824-1890 : Antoine d'Orléans (1824-1890), neveu du précédent, titré par Louis XVIII ; conserve son titre sous la monarchie de Juillet (par ordonnance royale de Louis-Philippe Ier). Marié avec Louise-Fernande de Bourbon infante d'Espagne (1832-1897). Sa descendance, devenue espagnole, porte le titre de duc de Galliera.

#### Titre de courtoisie

D’azur à trois fleurs de lys d'or à la bande de gueules chargée en chef d'un compon aussi d'or au dauphin du champ

À ce jour, le dernier Orléans à avoir porté le titre de duc de Montpensier fut le plus jeune fils de Philippe d'Orléans, comte de Paris, prétendant au trône de France :
1890-1924 : Ferdinand d’Orléans (1884-1924), petit-neveu (et petit-fils par sa mère) du précédent. Mort sans postérité dans son domaine auvergnat de Randan (63).
1984- : Marie-Thérèse de Wurtemberg (née en 1934) : mariée en 1957 avec Henri d'Orléans (1933-2019), comte de Clermont, divorcés en 1984. Le comte de Paris, père du comte de Clermont, lui octroie le titre après le divorce du couple.